# Paule
Paule (bret. Paoul) – miejscowość i gmina we Francji, w regionie Bretania, w departamencie Côtes-d’Armor.
Według danych na rok 1990 gminę zamieszkiwało 627 osób, a gęstość zaludnienia wynosiła 17 osób/km² (wśród 1269 gmin Bretanii Paule plasuje się na 762. miejscu pod względem liczby ludności, natomiast pod względem powierzchni na miejscu 175.).